# Fondachelli-Fantina

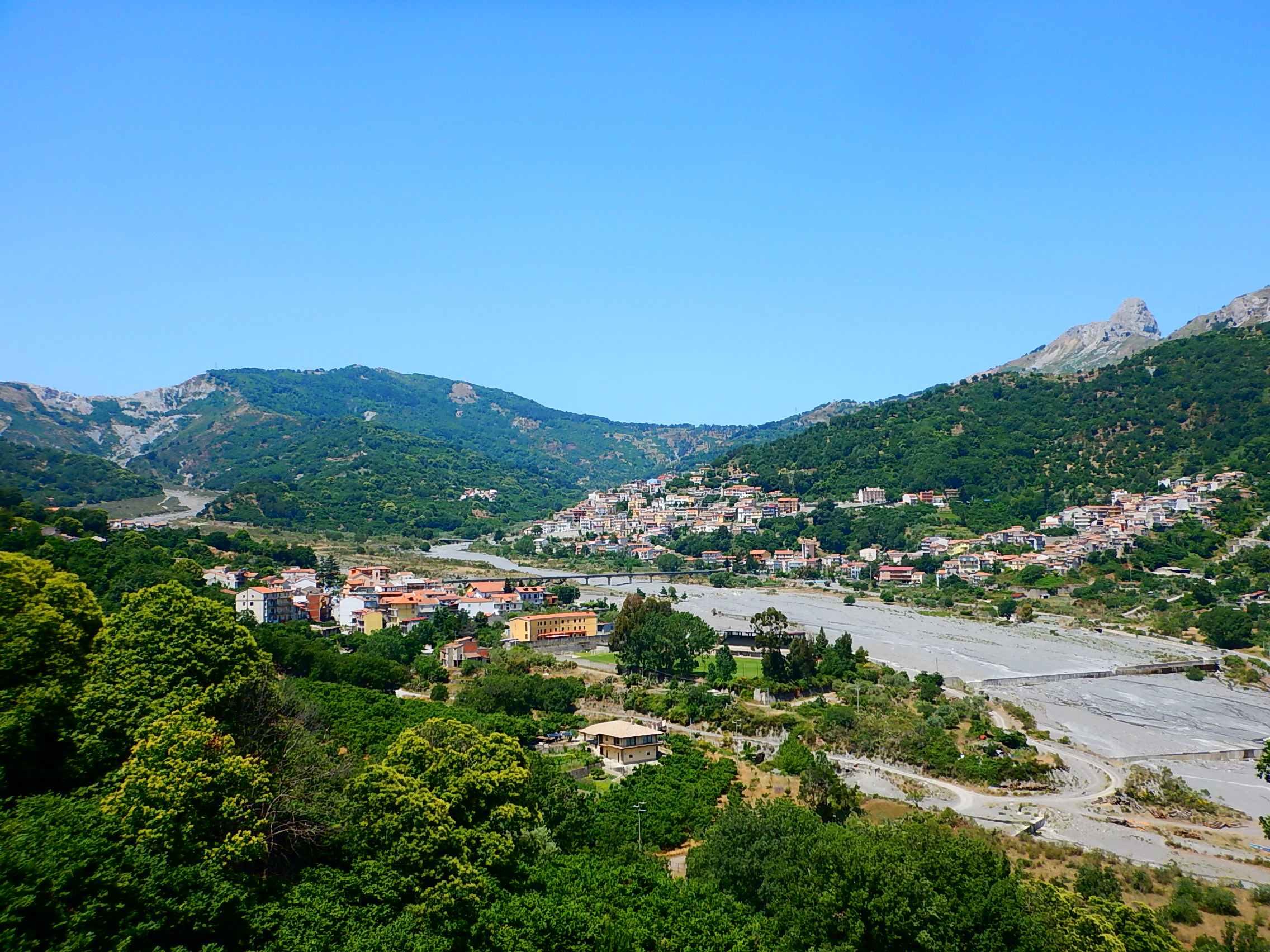
Fondachelli-Fantina sob Mt. Rocca Salvatesta

Fondachelli-Fantina é uma comuna italiana da região da Sicília, província de Messina, com cerca de 1.234 habitantes. Estende-se por uma área de 41 km², tendo uma densidade populacional de 30 hab/km². Faz fronteira com Antillo, Francavilla di Sicilia, Novara di Sicilia, Rodì Milici.

## Demografia
| Variação demográfica do município entre 1861 e 2011                               |
|                                                                                   |
| Fonte: Istituto Nazionale di Statistica (ISTAT) - Elaboração gráfica da Wikipedia |